# Bartolomeo Placido di Recanati
Bartolomeo Placido da Recanati (Fermo, primi anni del secolo XV – Recanati, primi mesi del 1473) è stato un presbitero italiano.
È venerato come beato dalla Chiesa cattolica.

## Vita
Bartolomeo da Fermo, in seguito rinominato come Beato Placido da Recanati, nasce a inizio XV secolo a Fermo, dove entra nell'ordine dei frati Apostolini. Le prime notizie della sua presenza nella città di Recanati risalgono al 1432, anno in cui iniziò a costituirsi una comunità Apostolina nella chiesa di San Giovanni in Pertica. Nel 1452 Bartolomeo da Fermo diviene vicario e prete della comunità che si unirà nel 1496 alla Congregazione di S. Barnaba di Milano. Bartolomeo morì nell'inizio del 1473 ed in seguito alla ricostruzione della chiese nel 1529 il nome fu cambiato in quello di Placido e con questo fu in seguito sempre chiamato e conosciuto.

## Culto
Il corpo, dopo numerose traslazioni, è oggi sepolto a Recanati nella chiesa di Beato Placido. La Chiesa cattolica gli attribuisce numerosi miracoli che sarebbero avvenuti sulla sua tomba e che nel complesso costituiscono un regolare processo di canonizzazione. Sulla sua tomba una lapide recita: «Se c'era nel nostro tempo alcun apostolo venerato dopo gli antichi Apostoli di Cristo, questo era Bartolomeo. E faceva il corpo umato grandi miracoli, la pietà non ha voluto che il Padre rimanesse indecoroso. Danaro raccolto secondo i suoi meriti fece questo tumulo. Qui il popolo pronunci pubblicamente i suoi voti piamente. Anno del Signore 1474».
La sua beatificazione fu confermata da papa Pio VII.
È venerato il 5 giugno.